# Alexandra Botez
Alexandra Valeria Botez (n. 24 septembrie 1995, Dallas, Texas, SUA) este o jucătoare și comentatoare profesionistă de șah, jucătoare de poker, streamer Twitch și youtuber din Canada și Statele Unite ale Americii, de origine română.

## Biografie
Botez s-a născut din părinți imigranți români. Deși s-a născut în Dallas, ea a crescut în Vancouver, Columbia Britanică. Ea este sora mai mare al Andreei Botez. Tatăl lui Botez i-a făcut cunoștință cu șahul și a început să o antreneze când avea șase ani. În cele din urmă, ea a devenit membră a clubului de șah al Centrului Comunitar Român, antrenată de maestrul de șah Valer Eugen Demian.

## Carieră
Botez a câștigat primul său campionat național canadian de fete în 2004, la vârsta de opt ani. Ea a jucat pentru echipa națională a Canadei în 2010 și a câștigat ulterior alte patru titluri naționale canadiene de tineret. După ce s-a mutat înapoi în Statele Unite, Botez a câștigat U.S. Girls Nationals la vârsta de 15 ani și a reprezentat de două ori statul Oregon la SPF Girls' Invitational, înființat de Susan Polgar⁠(d) și fundația sa. A participat de patru ori la Campionatele Mondiale de Șah pentru Tineret, terminând pe locul 31 în 2009 la secțiunea fetelor sub 14 ani, în timp ce era încă necalificată. În 2013, Botez a obținut titlul Woman FIDE Master terminând pe primul loc la campionatul național nord-american de fete U-16, alături de câștigătoarea Megan Lee⁠(d).
În timp ce se afla la liceul din Oregon, Botez a obținut o bursă completă de șah la Universitatea Texas din Dallas⁠(d), câștigând în 2011 Campionatul Național pentru fete al Fundației Kasparov pentru șah. În cele din urmă, ea a refuzat bursa pentru a participa la Universitatea Stanford, acordând prioritate studiilor academice în fața șahului. La Stanford, ea a studiat relațiile internaționale, cu accent pe China. În anul 2014, Botez a devenit a doua femeie președinte al Clubului de șah al Universității Stanford, după Cindy Tsai⁠(d) în 2005, și a absolvit în 2017.
Botez a atins ratingul FIDE maxim de 2092 în 2016, la vârsta de 20 de ani. Ea a fost clasată în mod regulat printre primele zece jucătoare canadiene de șah. Botez a reprezentat Canada la trei Olimpiade de șah feminin, jucând pe tabloul 4 în 2012 și pe tabloul 3 în 2014 și 2016. Cea mai bună performanță a sa la Olimpiadă a avut loc în 2014, iar cel mai bun rezultat al Canadei cu ea în echipă a fost locul 39 în 2016. În 2014 și 2016, Botez a jucat în aceeași echipă cu proeminentul streamer de șah Qiyu Zhou⁠(d), cunoscut și ca Nemo sau akaNemsko.
La Reykjavik Open 2024, Botez l-a învins pe Jan Karsten, un maestru internațional cu un rating de 2323, aceasta fiind cea mai bună victorie a carierei sale după rating. Mai puțin de două luni mai târziu, la Orosei, Botez a câștigat secțiunea B a Festivalului Mondial de Șah din Sardinia pentru jucători cu rating sub 2000, cu un scor de 8½/9, cu un punct și jumătate mai mult.
Botez a început să joace poker profesionist în 2021, după ce se stabilise deja ca un streamer de șah proeminent, și a început să joace regulat în 2022. Ea a participat la World Series of Poker. A jucat, de asemenea, în turnee ale celebrităților, la care au participat colegi streameri precum XQc, colegi jucători de șah precum Magnus Carlsen și jucători profesioniști de poker precum Phil Hellmuth⁠(d). Botez a câștigat 456.900 de dolari la un stream live de poker din 1 mai 2022, prezentat de Hustler Casino⁠(d), la care au participat colegi streameri și profesioniști de poker.
În iunie 2023, Botez a început un nou canal YouTube numit Alexandra Botez, care se concentrează pe conținut de poker și pe cariera sa în poker. Botez a devenit ambasador pentru Q107094443⁠(d) în martie 2024.

## Stil de jocuri notabile
|   | a | b | c | d | e | f | g | h |   |
| 8 | a8 black rook · f8 black rook · g8 black king · a7 black pawn · b7 black pawn · d7 black bishop · f7 black pawn · g7 black pawn · h7 white bishop · c5 black queen · d5 white knight · f4 white pawn · b3 white pawn · e3 white pawn · h3 white pawn · a2 white pawn · g2 white pawn · d1 white queen · f1 white rook · g1 white king | a8 black rook · f8 black rook · g8 black king · a7 black pawn · b7 black pawn · d7 black bishop · f7 black pawn · g7 black pawn · h7 white bishop · c5 black queen · d5 white knight · f4 white pawn · b3 white pawn · e3 white pawn · h3 white pawn · a2 white pawn · g2 white pawn · d1 white queen · f1 white rook · g1 white king | a8 black rook · f8 black rook · g8 black king · a7 black pawn · b7 black pawn · d7 black bishop · f7 black pawn · g7 black pawn · h7 white bishop · c5 black queen · d5 white knight · f4 white pawn · b3 white pawn · e3 white pawn · h3 white pawn · a2 white pawn · g2 white pawn · d1 white queen · f1 white rook · g1 white king | a8 black rook · f8 black rook · g8 black king · a7 black pawn · b7 black pawn · d7 black bishop · f7 black pawn · g7 black pawn · h7 white bishop · c5 black queen · d5 white knight · f4 white pawn · b3 white pawn · e3 white pawn · h3 white pawn · a2 white pawn · g2 white pawn · d1 white queen · f1 white rook · g1 white king | a8 black rook · f8 black rook · g8 black king · a7 black pawn · b7 black pawn · d7 black bishop · f7 black pawn · g7 black pawn · h7 white bishop · c5 black queen · d5 white knight · f4 white pawn · b3 white pawn · e3 white pawn · h3 white pawn · a2 white pawn · g2 white pawn · d1 white queen · f1 white rook · g1 white king | a8 black rook · f8 black rook · g8 black king · a7 black pawn · b7 black pawn · d7 black bishop · f7 black pawn · g7 black pawn · h7 white bishop · c5 black queen · d5 white knight · f4 white pawn · b3 white pawn · e3 white pawn · h3 white pawn · a2 white pawn · g2 white pawn · d1 white queen · f1 white rook · g1 white king | a8 black rook · f8 black rook · g8 black king · a7 black pawn · b7 black pawn · d7 black bishop · f7 black pawn · g7 black pawn · h7 white bishop · c5 black queen · d5 white knight · f4 white pawn · b3 white pawn · e3 white pawn · h3 white pawn · a2 white pawn · g2 white pawn · d1 white queen · f1 white rook · g1 white king | a8 black rook · f8 black rook · g8 black king · a7 black pawn · b7 black pawn · d7 black bishop · f7 black pawn · g7 black pawn · h7 white bishop · c5 black queen · d5 white knight · f4 white pawn · b3 white pawn · e3 white pawn · h3 white pawn · a2 white pawn · g2 white pawn · d1 white queen · f1 white rook · g1 white king | 8 |
| 7 | a8 black rook · f8 black rook · g8 black king · a7 black pawn · b7 black pawn · d7 black bishop · f7 black pawn · g7 black pawn · h7 white bishop · c5 black queen · d5 white knight · f4 white pawn · b3 white pawn · e3 white pawn · h3 white pawn · a2 white pawn · g2 white pawn · d1 white queen · f1 white rook · g1 white king | a8 black rook · f8 black rook · g8 black king · a7 black pawn · b7 black pawn · d7 black bishop · f7 black pawn · g7 black pawn · h7 white bishop · c5 black queen · d5 white knight · f4 white pawn · b3 white pawn · e3 white pawn · h3 white pawn · a2 white pawn · g2 white pawn · d1 white queen · f1 white rook · g1 white king | a8 black rook · f8 black rook · g8 black king · a7 black pawn · b7 black pawn · d7 black bishop · f7 black pawn · g7 black pawn · h7 white bishop · c5 black queen · d5 white knight · f4 white pawn · b3 white pawn · e3 white pawn · h3 white pawn · a2 white pawn · g2 white pawn · d1 white queen · f1 white rook · g1 white king | a8 black rook · f8 black rook · g8 black king · a7 black pawn · b7 black pawn · d7 black bishop · f7 black pawn · g7 black pawn · h7 white bishop · c5 black queen · d5 white knight · f4 white pawn · b3 white pawn · e3 white pawn · h3 white pawn · a2 white pawn · g2 white pawn · d1 white queen · f1 white rook · g1 white king | a8 black rook · f8 black rook · g8 black king · a7 black pawn · b7 black pawn · d7 black bishop · f7 black pawn · g7 black pawn · h7 white bishop · c5 black queen · d5 white knight · f4 white pawn · b3 white pawn · e3 white pawn · h3 white pawn · a2 white pawn · g2 white pawn · d1 white queen · f1 white rook · g1 white king | a8 black rook · f8 black rook · g8 black king · a7 black pawn · b7 black pawn · d7 black bishop · f7 black pawn · g7 black pawn · h7 white bishop · c5 black queen · d5 white knight · f4 white pawn · b3 white pawn · e3 white pawn · h3 white pawn · a2 white pawn · g2 white pawn · d1 white queen · f1 white rook · g1 white king | a8 black rook · f8 black rook · g8 black king · a7 black pawn · b7 black pawn · d7 black bishop · f7 black pawn · g7 black pawn · h7 white bishop · c5 black queen · d5 white knight · f4 white pawn · b3 white pawn · e3 white pawn · h3 white pawn · a2 white pawn · g2 white pawn · d1 white queen · f1 white rook · g1 white king | a8 black rook · f8 black rook · g8 black king · a7 black pawn · b7 black pawn · d7 black bishop · f7 black pawn · g7 black pawn · h7 white bishop · c5 black queen · d5 white knight · f4 white pawn · b3 white pawn · e3 white pawn · h3 white pawn · a2 white pawn · g2 white pawn · d1 white queen · f1 white rook · g1 white king | 7 |
| 6 | a8 black rook · f8 black rook · g8 black king · a7 black pawn · b7 black pawn · d7 black bishop · f7 black pawn · g7 black pawn · h7 white bishop · c5 black queen · d5 white knight · f4 white pawn · b3 white pawn · e3 white pawn · h3 white pawn · a2 white pawn · g2 white pawn · d1 white queen · f1 white rook · g1 white king | a8 black rook · f8 black rook · g8 black king · a7 black pawn · b7 black pawn · d7 black bishop · f7 black pawn · g7 black pawn · h7 white bishop · c5 black queen · d5 white knight · f4 white pawn · b3 white pawn · e3 white pawn · h3 white pawn · a2 white pawn · g2 white pawn · d1 white queen · f1 white rook · g1 white king | a8 black rook · f8 black rook · g8 black king · a7 black pawn · b7 black pawn · d7 black bishop · f7 black pawn · g7 black pawn · h7 white bishop · c5 black queen · d5 white knight · f4 white pawn · b3 white pawn · e3 white pawn · h3 white pawn · a2 white pawn · g2 white pawn · d1 white queen · f1 white rook · g1 white king | a8 black rook · f8 black rook · g8 black king · a7 black pawn · b7 black pawn · d7 black bishop · f7 black pawn · g7 black pawn · h7 white bishop · c5 black queen · d5 white knight · f4 white pawn · b3 white pawn · e3 white pawn · h3 white pawn · a2 white pawn · g2 white pawn · d1 white queen · f1 white rook · g1 white king | a8 black rook · f8 black rook · g8 black king · a7 black pawn · b7 black pawn · d7 black bishop · f7 black pawn · g7 black pawn · h7 white bishop · c5 black queen · d5 white knight · f4 white pawn · b3 white pawn · e3 white pawn · h3 white pawn · a2 white pawn · g2 white pawn · d1 white queen · f1 white rook · g1 white king | a8 black rook · f8 black rook · g8 black king · a7 black pawn · b7 black pawn · d7 black bishop · f7 black pawn · g7 black pawn · h7 white bishop · c5 black queen · d5 white knight · f4 white pawn · b3 white pawn · e3 white pawn · h3 white pawn · a2 white pawn · g2 white pawn · d1 white queen · f1 white rook · g1 white king | a8 black rook · f8 black rook · g8 black king · a7 black pawn · b7 black pawn · d7 black bishop · f7 black pawn · g7 black pawn · h7 white bishop · c5 black queen · d5 white knight · f4 white pawn · b3 white pawn · e3 white pawn · h3 white pawn · a2 white pawn · g2 white pawn · d1 white queen · f1 white rook · g1 white king | a8 black rook · f8 black rook · g8 black king · a7 black pawn · b7 black pawn · d7 black bishop · f7 black pawn · g7 black pawn · h7 white bishop · c5 black queen · d5 white knight · f4 white pawn · b3 white pawn · e3 white pawn · h3 white pawn · a2 white pawn · g2 white pawn · d1 white queen · f1 white rook · g1 white king | 6 |
| 5 | a8 black rook · f8 black rook · g8 black king · a7 black pawn · b7 black pawn · d7 black bishop · f7 black pawn · g7 black pawn · h7 white bishop · c5 black queen · d5 white knight · f4 white pawn · b3 white pawn · e3 white pawn · h3 white pawn · a2 white pawn · g2 white pawn · d1 white queen · f1 white rook · g1 white king | a8 black rook · f8 black rook · g8 black king · a7 black pawn · b7 black pawn · d7 black bishop · f7 black pawn · g7 black pawn · h7 white bishop · c5 black queen · d5 white knight · f4 white pawn · b3 white pawn · e3 white pawn · h3 white pawn · a2 white pawn · g2 white pawn · d1 white queen · f1 white rook · g1 white king | a8 black rook · f8 black rook · g8 black king · a7 black pawn · b7 black pawn · d7 black bishop · f7 black pawn · g7 black pawn · h7 white bishop · c5 black queen · d5 white knight · f4 white pawn · b3 white pawn · e3 white pawn · h3 white pawn · a2 white pawn · g2 white pawn · d1 white queen · f1 white rook · g1 white king | a8 black rook · f8 black rook · g8 black king · a7 black pawn · b7 black pawn · d7 black bishop · f7 black pawn · g7 black pawn · h7 white bishop · c5 black queen · d5 white knight · f4 white pawn · b3 white pawn · e3 white pawn · h3 white pawn · a2 white pawn · g2 white pawn · d1 white queen · f1 white rook · g1 white king | a8 black rook · f8 black rook · g8 black king · a7 black pawn · b7 black pawn · d7 black bishop · f7 black pawn · g7 black pawn · h7 white bishop · c5 black queen · d5 white knight · f4 white pawn · b3 white pawn · e3 white pawn · h3 white pawn · a2 white pawn · g2 white pawn · d1 white queen · f1 white rook · g1 white king | a8 black rook · f8 black rook · g8 black king · a7 black pawn · b7 black pawn · d7 black bishop · f7 black pawn · g7 black pawn · h7 white bishop · c5 black queen · d5 white knight · f4 white pawn · b3 white pawn · e3 white pawn · h3 white pawn · a2 white pawn · g2 white pawn · d1 white queen · f1 white rook · g1 white king | a8 black rook · f8 black rook · g8 black king · a7 black pawn · b7 black pawn · d7 black bishop · f7 black pawn · g7 black pawn · h7 white bishop · c5 black queen · d5 white knight · f4 white pawn · b3 white pawn · e3 white pawn · h3 white pawn · a2 white pawn · g2 white pawn · d1 white queen · f1 white rook · g1 white king | a8 black rook · f8 black rook · g8 black king · a7 black pawn · b7 black pawn · d7 black bishop · f7 black pawn · g7 black pawn · h7 white bishop · c5 black queen · d5 white knight · f4 white pawn · b3 white pawn · e3 white pawn · h3 white pawn · a2 white pawn · g2 white pawn · d1 white queen · f1 white rook · g1 white king | 5 |
| 4 | a8 black rook · f8 black rook · g8 black king · a7 black pawn · b7 black pawn · d7 black bishop · f7 black pawn · g7 black pawn · h7 white bishop · c5 black queen · d5 white knight · f4 white pawn · b3 white pawn · e3 white pawn · h3 white pawn · a2 white pawn · g2 white pawn · d1 white queen · f1 white rook · g1 white king | a8 black rook · f8 black rook · g8 black king · a7 black pawn · b7 black pawn · d7 black bishop · f7 black pawn · g7 black pawn · h7 white bishop · c5 black queen · d5 white knight · f4 white pawn · b3 white pawn · e3 white pawn · h3 white pawn · a2 white pawn · g2 white pawn · d1 white queen · f1 white rook · g1 white king | a8 black rook · f8 black rook · g8 black king · a7 black pawn · b7 black pawn · d7 black bishop · f7 black pawn · g7 black pawn · h7 white bishop · c5 black queen · d5 white knight · f4 white pawn · b3 white pawn · e3 white pawn · h3 white pawn · a2 white pawn · g2 white pawn · d1 white queen · f1 white rook · g1 white king | a8 black rook · f8 black rook · g8 black king · a7 black pawn · b7 black pawn · d7 black bishop · f7 black pawn · g7 black pawn · h7 white bishop · c5 black queen · d5 white knight · f4 white pawn · b3 white pawn · e3 white pawn · h3 white pawn · a2 white pawn · g2 white pawn · d1 white queen · f1 white rook · g1 white king | a8 black rook · f8 black rook · g8 black king · a7 black pawn · b7 black pawn · d7 black bishop · f7 black pawn · g7 black pawn · h7 white bishop · c5 black queen · d5 white knight · f4 white pawn · b3 white pawn · e3 white pawn · h3 white pawn · a2 white pawn · g2 white pawn · d1 white queen · f1 white rook · g1 white king | a8 black rook · f8 black rook · g8 black king · a7 black pawn · b7 black pawn · d7 black bishop · f7 black pawn · g7 black pawn · h7 white bishop · c5 black queen · d5 white knight · f4 white pawn · b3 white pawn · e3 white pawn · h3 white pawn · a2 white pawn · g2 white pawn · d1 white queen · f1 white rook · g1 white king | a8 black rook · f8 black rook · g8 black king · a7 black pawn · b7 black pawn · d7 black bishop · f7 black pawn · g7 black pawn · h7 white bishop · c5 black queen · d5 white knight · f4 white pawn · b3 white pawn · e3 white pawn · h3 white pawn · a2 white pawn · g2 white pawn · d1 white queen · f1 white rook · g1 white king | a8 black rook · f8 black rook · g8 black king · a7 black pawn · b7 black pawn · d7 black bishop · f7 black pawn · g7 black pawn · h7 white bishop · c5 black queen · d5 white knight · f4 white pawn · b3 white pawn · e3 white pawn · h3 white pawn · a2 white pawn · g2 white pawn · d1 white queen · f1 white rook · g1 white king | 4 |
| 3 | a8 black rook · f8 black rook · g8 black king · a7 black pawn · b7 black pawn · d7 black bishop · f7 black pawn · g7 black pawn · h7 white bishop · c5 black queen · d5 white knight · f4 white pawn · b3 white pawn · e3 white pawn · h3 white pawn · a2 white pawn · g2 white pawn · d1 white queen · f1 white rook · g1 white king | a8 black rook · f8 black rook · g8 black king · a7 black pawn · b7 black pawn · d7 black bishop · f7 black pawn · g7 black pawn · h7 white bishop · c5 black queen · d5 white knight · f4 white pawn · b3 white pawn · e3 white pawn · h3 white pawn · a2 white pawn · g2 white pawn · d1 white queen · f1 white rook · g1 white king | a8 black rook · f8 black rook · g8 black king · a7 black pawn · b7 black pawn · d7 black bishop · f7 black pawn · g7 black pawn · h7 white bishop · c5 black queen · d5 white knight · f4 white pawn · b3 white pawn · e3 white pawn · h3 white pawn · a2 white pawn · g2 white pawn · d1 white queen · f1 white rook · g1 white king | a8 black rook · f8 black rook · g8 black king · a7 black pawn · b7 black pawn · d7 black bishop · f7 black pawn · g7 black pawn · h7 white bishop · c5 black queen · d5 white knight · f4 white pawn · b3 white pawn · e3 white pawn · h3 white pawn · a2 white pawn · g2 white pawn · d1 white queen · f1 white rook · g1 white king | a8 black rook · f8 black rook · g8 black king · a7 black pawn · b7 black pawn · d7 black bishop · f7 black pawn · g7 black pawn · h7 white bishop · c5 black queen · d5 white knight · f4 white pawn · b3 white pawn · e3 white pawn · h3 white pawn · a2 white pawn · g2 white pawn · d1 white queen · f1 white rook · g1 white king | a8 black rook · f8 black rook · g8 black king · a7 black pawn · b7 black pawn · d7 black bishop · f7 black pawn · g7 black pawn · h7 white bishop · c5 black queen · d5 white knight · f4 white pawn · b3 white pawn · e3 white pawn · h3 white pawn · a2 white pawn · g2 white pawn · d1 white queen · f1 white rook · g1 white king | a8 black rook · f8 black rook · g8 black king · a7 black pawn · b7 black pawn · d7 black bishop · f7 black pawn · g7 black pawn · h7 white bishop · c5 black queen · d5 white knight · f4 white pawn · b3 white pawn · e3 white pawn · h3 white pawn · a2 white pawn · g2 white pawn · d1 white queen · f1 white rook · g1 white king | a8 black rook · f8 black rook · g8 black king · a7 black pawn · b7 black pawn · d7 black bishop · f7 black pawn · g7 black pawn · h7 white bishop · c5 black queen · d5 white knight · f4 white pawn · b3 white pawn · e3 white pawn · h3 white pawn · a2 white pawn · g2 white pawn · d1 white queen · f1 white rook · g1 white king | 3 |
| 2 | a8 black rook · f8 black rook · g8 black king · a7 black pawn · b7 black pawn · d7 black bishop · f7 black pawn · g7 black pawn · h7 white bishop · c5 black queen · d5 white knight · f4 white pawn · b3 white pawn · e3 white pawn · h3 white pawn · a2 white pawn · g2 white pawn · d1 white queen · f1 white rook · g1 white king | a8 black rook · f8 black rook · g8 black king · a7 black pawn · b7 black pawn · d7 black bishop · f7 black pawn · g7 black pawn · h7 white bishop · c5 black queen · d5 white knight · f4 white pawn · b3 white pawn · e3 white pawn · h3 white pawn · a2 white pawn · g2 white pawn · d1 white queen · f1 white rook · g1 white king | a8 black rook · f8 black rook · g8 black king · a7 black pawn · b7 black pawn · d7 black bishop · f7 black pawn · g7 black pawn · h7 white bishop · c5 black queen · d5 white knight · f4 white pawn · b3 white pawn · e3 white pawn · h3 white pawn · a2 white pawn · g2 white pawn · d1 white queen · f1 white rook · g1 white king | a8 black rook · f8 black rook · g8 black king · a7 black pawn · b7 black pawn · d7 black bishop · f7 black pawn · g7 black pawn · h7 white bishop · c5 black queen · d5 white knight · f4 white pawn · b3 white pawn · e3 white pawn · h3 white pawn · a2 white pawn · g2 white pawn · d1 white queen · f1 white rook · g1 white king | a8 black rook · f8 black rook · g8 black king · a7 black pawn · b7 black pawn · d7 black bishop · f7 black pawn · g7 black pawn · h7 white bishop · c5 black queen · d5 white knight · f4 white pawn · b3 white pawn · e3 white pawn · h3 white pawn · a2 white pawn · g2 white pawn · d1 white queen · f1 white rook · g1 white king | a8 black rook · f8 black rook · g8 black king · a7 black pawn · b7 black pawn · d7 black bishop · f7 black pawn · g7 black pawn · h7 white bishop · c5 black queen · d5 white knight · f4 white pawn · b3 white pawn · e3 white pawn · h3 white pawn · a2 white pawn · g2 white pawn · d1 white queen · f1 white rook · g1 white king | a8 black rook · f8 black rook · g8 black king · a7 black pawn · b7 black pawn · d7 black bishop · f7 black pawn · g7 black pawn · h7 white bishop · c5 black queen · d5 white knight · f4 white pawn · b3 white pawn · e3 white pawn · h3 white pawn · a2 white pawn · g2 white pawn · d1 white queen · f1 white rook · g1 white king | a8 black rook · f8 black rook · g8 black king · a7 black pawn · b7 black pawn · d7 black bishop · f7 black pawn · g7 black pawn · h7 white bishop · c5 black queen · d5 white knight · f4 white pawn · b3 white pawn · e3 white pawn · h3 white pawn · a2 white pawn · g2 white pawn · d1 white queen · f1 white rook · g1 white king | 2 |
| 1 | a8 black rook · f8 black rook · g8 black king · a7 black pawn · b7 black pawn · d7 black bishop · f7 black pawn · g7 black pawn · h7 white bishop · c5 black queen · d5 white knight · f4 white pawn · b3 white pawn · e3 white pawn · h3 white pawn · a2 white pawn · g2 white pawn · d1 white queen · f1 white rook · g1 white king | a8 black rook · f8 black rook · g8 black king · a7 black pawn · b7 black pawn · d7 black bishop · f7 black pawn · g7 black pawn · h7 white bishop · c5 black queen · d5 white knight · f4 white pawn · b3 white pawn · e3 white pawn · h3 white pawn · a2 white pawn · g2 white pawn · d1 white queen · f1 white rook · g1 white king | a8 black rook · f8 black rook · g8 black king · a7 black pawn · b7 black pawn · d7 black bishop · f7 black pawn · g7 black pawn · h7 white bishop · c5 black queen · d5 white knight · f4 white pawn · b3 white pawn · e3 white pawn · h3 white pawn · a2 white pawn · g2 white pawn · d1 white queen · f1 white rook · g1 white king | a8 black rook · f8 black rook · g8 black king · a7 black pawn · b7 black pawn · d7 black bishop · f7 black pawn · g7 black pawn · h7 white bishop · c5 black queen · d5 white knight · f4 white pawn · b3 white pawn · e3 white pawn · h3 white pawn · a2 white pawn · g2 white pawn · d1 white queen · f1 white rook · g1 white king | a8 black rook · f8 black rook · g8 black king · a7 black pawn · b7 black pawn · d7 black bishop · f7 black pawn · g7 black pawn · h7 white bishop · c5 black queen · d5 white knight · f4 white pawn · b3 white pawn · e3 white pawn · h3 white pawn · a2 white pawn · g2 white pawn · d1 white queen · f1 white rook · g1 white king | a8 black rook · f8 black rook · g8 black king · a7 black pawn · b7 black pawn · d7 black bishop · f7 black pawn · g7 black pawn · h7 white bishop · c5 black queen · d5 white knight · f4 white pawn · b3 white pawn · e3 white pawn · h3 white pawn · a2 white pawn · g2 white pawn · d1 white queen · f1 white rook · g1 white king | a8 black rook · f8 black rook · g8 black king · a7 black pawn · b7 black pawn · d7 black bishop · f7 black pawn · g7 black pawn · h7 white bishop · c5 black queen · d5 white knight · f4 white pawn · b3 white pawn · e3 white pawn · h3 white pawn · a2 white pawn · g2 white pawn · d1 white queen · f1 white rook · g1 white king | a8 black rook · f8 black rook · g8 black king · a7 black pawn · b7 black pawn · d7 black bishop · f7 black pawn · g7 black pawn · h7 white bishop · c5 black queen · d5 white knight · f4 white pawn · b3 white pawn · e3 white pawn · h3 white pawn · a2 white pawn · g2 white pawn · d1 white queen · f1 white rook · g1 white king | 1 |
|   | a | b | c | d | e | f | g | h |   |

Botez joacă adesea șah cu un stil de joc agresiv și adaptabil. În cadrul Olimpiadei de șah din 2016, desfășurată în Norvegia, ea și-a etalat stilul de atac împotriva adversarei Anzel Solomons. În timpul acestui meci, Botez, care joacă în alb, se oferă să-și schimbe tura cu calul lui Solomons la mutarea 20. Solomons este de acord cu acest schimb. Totuși, aceasta se dovedește a fi o eroare tactică, care întoarce jocul în favoarea lui Botez. Profitând de ocazie, Botez își sacrifică nebunul la mutarea 21, ceea ce îi permite în cele din urmă să dea șah cu regina la mutarea 22 și șah cu calul la mutarea 23, câștigând astfel regina lui Solomons la mutarea 24. După ce și-a construit un avantaj solid, Botez își avansează pionii de la rege până când Solomons renunță la joc.
Cea mai jucată deschidere a lui Botez este Apărarea indiană a regelui, în care negrul îi permite albului să își avanseze pionii în centrul tablei în primele două mutări. Antrenorul de șah al lui Botez este Jon Ludwig Hammer⁠(d), un mare maestru de șah norvegian care a fost evaluat peste 2700 și a servit ca secund al compatriotului său Magnus Carlsen în primul său meci de Campionat Mondial. De asemenea, Hammer comentează adesea partidele lui Botez pe canalul său Twitch.
Gambitul lui Botez apare atunci când un jucător își greșește regina. Termenul a fost folosit de spectatori ai transmisiunilor lui Botez, dar Botez însăși l-a folosit în mod autoironic.

## Viață personală
În 2020, Botez și sora ei Andrea locuiau în New York. În 2022, s-au mutat în Los Angeles.

## Premii și nominalizări
| An   | Ceremonie         | Categorie                    | Rezultate    | Ref.   |
| ---- | ----------------- | ---------------------------- | ------------ | ------ |
| 2022 | Premiile Streamer | Cel mai bun streamer de șah  | Câștigat     | [ 21 ] |
| 2023 | Premiile Streamer | Cel mai bun streamer de șah  | Nominalizare | [ 22 ] |
| 2024 | Premiile Streamer | Cel mai bun streamer de șah  | Nominalizare | [ 23 ] |
| 2024 | Premiile Streamer | Cel mai bun canal distribuit | Nominalizare | [ 23 ] |